# Hemisorubim platyrhynchos
Hemisorubim platyrhynchos es una especie de pez de la familia Pimelodidae en el orden de los Siluriformes. 

## Nombres comunes
Es conocido en el Paraguay y demás regiones en su esfera de influencia como "Tres Puntos". En Brasil es conocido como "jurupoca" (Del Tupí-guaraní "juru" = boca; "poka" = torcer).

## Morfología
Los machos pueden llegar alcanzar los 80 cm de longitud total peso de 7kg.

## Alimentación
Come peces  y organismos  bentónicos.

## Hábitat
Es un pez de agua dulce y de clima subtropical (20 °C-22 °C).

## Distribución geográfica
Se encuentran en Sudamérica:  cuencas de los ríos  Amazonas,  Maroni, Orinoco y  Paraná.